# Winston George
Winston George (ur. 19 maja 1987 w Georgetown) – gujański lekkoatleta specjalizujący się w biegach sprinterskich.
W 2011 odpadł w eliminacjach zarówno na 200, jak i na 400 metrów podczas igrzysk panamerykańskich w Guadalajarze. Rok później startował na igrzyskach olimpijskich w Londynie, na których nie przebrnął przez eliminacje biegu na 400 metrów. W 2013 zdobył dwa srebrne medale igrzysk solidarności islamskiej. W 2017 został mistrzem Ameryki Południowej w biegu na 400 metrów.
Podczas igrzysk olimpijskich w Londynie pełnił funkcję chorążego reprezentacji Gujany.

## Osiągnięcia
| Rok  | Impreza                                  | Miejsce        | Konkurencja             | Lokata     | Wynik |
| ---- | ---------------------------------------- | -------------- | ----------------------- | ---------- | ----- |
| 2011 | Igrzyska panamerykańskie                 | Guadalajara    | bieg na 200 metrów      | eliminacje | 24,17 |
| 2011 | Igrzyska panamerykańskie                 | Guadalajara    | bieg na 400 metrów      | eliminacje | 46,93 |
| 2012 | Igrzyska olimpijskie                     | Londyn         | bieg na 400 metrów      | eliminacje | 46,86 |
| 2013 | Mistrzostwa Ameryki Środkowej i Karaibów | Morelia        | bieg na 200 metrów      | 7. miejsce | 20,67 |
| 2013 | Mistrzostwa Ameryki Środkowej i Karaibów | Morelia        | bieg na 400 metrów      | eliminacje | 46,94 |
| 2013 | Mistrzostwa świata                       | Moskwa         | bieg na 200 metrów      | eliminacje | 20,88 |
| 2013 | Igrzyska solidarności islamskiej         | Palembang      | bieg na 200 metrów      | 2. miejsce | 20,77 |
| 2013 | Igrzyska solidarności islamskiej         | Palembang      | bieg na 400 metrów      | 2. miejsce | 46,10 |
| 2014 | Igrzyska Ameryki Południowej             | Santiago       | bieg na 200 metrów      | 5. miejsce | 20,77 |
| 2014 | Igrzyska Ameryki Południowej             | Santiago       | bieg na 400 metrów      | 4. miejsce | 46,15 |
| 2014 | Igrzyska Wspólnoty Narodów               | Glasgow        | bieg na 200 metrów      | półfinał   | 20,88 |
| 2014 | Igrzyska Wspólnoty Narodów               | Glasgow        | bieg na 400 metrów      | półfinał   | 46,38 |
| 2014 | Igrzyska Ameryki Środkowej i Karaibów    | Xalapa         | bieg na 400 metrów      | 5. miejsce | 46,33 |
| 2014 | Igrzyska Ameryki Środkowej i Karaibów    | Xalapa         | sztafeta 4 × 100 metrów | 5. miejsce | 39,74 |
| 2015 | Igrzyska panamerykańskie                 | Toronto        | bieg na 400 metrów      | 6. miejsce | 45,58 |
| 2015 | Mistrzostwa świata                       | Pekin          | bieg na 400 metrów      | eliminacje | 45,25 |
| 2016 | Igrzyska olimpijskie                     | Rio de Janeiro | bieg na 400 metrów      | eliminacje | 45,77 |
| 2017 | Igrzyska solidarności islamskiej         | Baku           | bieg na 200 metrów      | 3. miejsce | 20,62 |
| 2017 | Igrzyska solidarności islamskiej         | Baku           | bieg na 400 metrów      | 2. miejsce | 45,69 |
| 2017 | Mistrzostwa Ameryki Południowej          | Asunción       | bieg na 400 metrów      | 1. miejsce | 45,42 |

## Rekordy życiowe
- Bieg na 200 metrów – 20,41 (2017)
- Bieg na 200 metrów (hala) – 20,76 (2018) rekord Gujany
- Bieg na 400 metrów – 45,16 (2017) rekord Gujany
- Bieg na 400 metrów (hala) – 46,76 (2018)